# Edwin von Manteuffel
Edwin Freiherr von Manteuffel (24 de febrero de 1809 - 17 de junio de 1885) fue un mariscal de campo alemán (Generalfeldmarschall) destacado por sus victorias en la guerra franco-prusiana.

## Biografía
Hijo del presidente de la corte superior de Magdeburgo, nació en Dresde, y fue criado con su primo Otto von Manteuffel (1805-1882), el estadista prusiano; entró en la guardia de caballería en Berlín en 1827, convirtiéndose en oficial en 1828. Después de asistir a la Academia de Guerra durante dos años, y servir sucesivamente como "ayudante de campo" del General von Müffling y del Príncipe Alberto de Prusia, fue promovido a capitán en 1843 y a mayor en 1848, cuando se convirtió en "ayudante de campo" de Federico Guillermo IV, cuya confianza se había ganado durante los movimientos revolucionarios en Berlín.
Ascendido a teniente-coronel en 1852, y a coronel (y oficial comandante del 5.º regimiento de Ulanos) en 1853, fue enviado a importantes misiones diplomáticas en Viena y San Petersburgo. En 1857 fue promovido a mayor-general y jefe del Gabinete Militar Prusiano (los consejeros militares del rey). Dio un fuerte apoyo a los planes del Regente del Príncipe para reorganizar el ejército. En 1861 fue atacado violentamente en un panfleto por Karl Twesten (1820-1870), un cabecilla liberal, a quien hirió en un duelo, por el que Manteuffel insistió en ser brevemente encarcelado. Sirvió como teniente-general (a cuyo rango fue promovido en la coronación de Guillermo I, el 18 de octubre de 1861) en la guerra danesa de 1864, y a su conclusión fue elegido gobernador civil y militar de Schleswig. En la guerra austríaca de 1866 primero ocupó Holstein y después comandó una división a las órdenes de Vogel von Falkenstein en la campaña hanoveriana, sucediéndolo en julio en el comandamiento del Ejército del Meno (véase Guerra de las Siete Semanas).

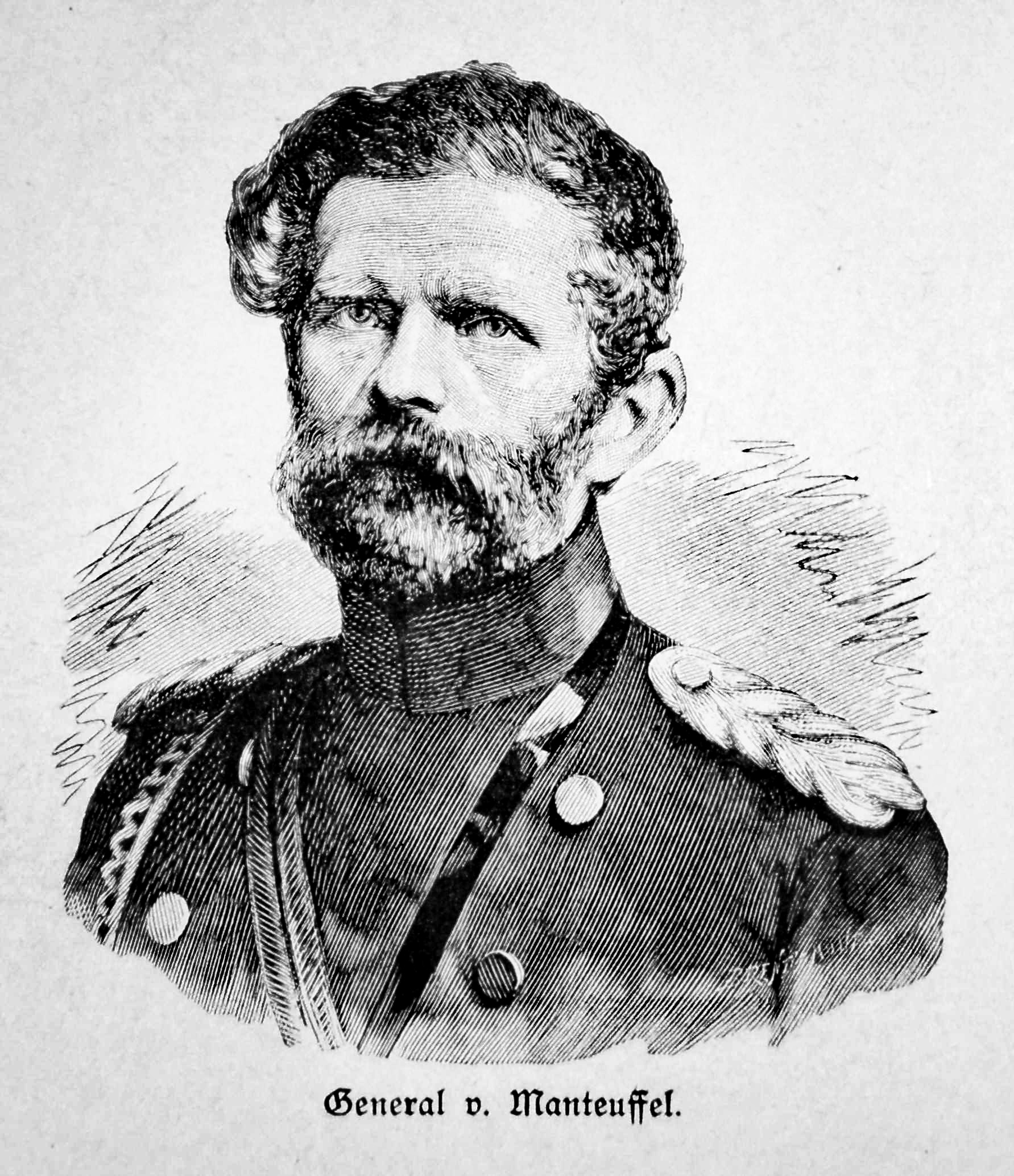
Edwin von Manteuffel, retrato por Richard Brend'amour.

Sus exitosas operaciones finalizaron con la ocupación de Wurzburgo, siendo condecorado con la orden pour le mérite. Sin embargo, a cuenta de sus opiniones políticas sobre las crisis políticas de la década de 1861, y de su catolicismo casi intolerante, fue considerado por los políticos liberales como un reaccionario y, a diferencia de otros comandantes del ejército, no le fue concedida una compensación económica por sus servicios. Después, entonces, fue en misión diplomática a San Petersburgo, donde era persona grata, y obtuvo la aquiescencia de Rusia para el dominio de Prusia sobre el norte de Alemania. A su retorno se le otorgó el coronelato del 5.º Regimiento de Dragones. Fue elegido para comandar el IX Cuerpo (Schleswig-Holstein) en 1866. Pero habiendo ejercido previamente tanto el control civil como militar en los ducados del Elba no estaba deseoso de ser un comandante puramente militar de sus últimos subordinados civiles, y se retiró del ejército por un año.

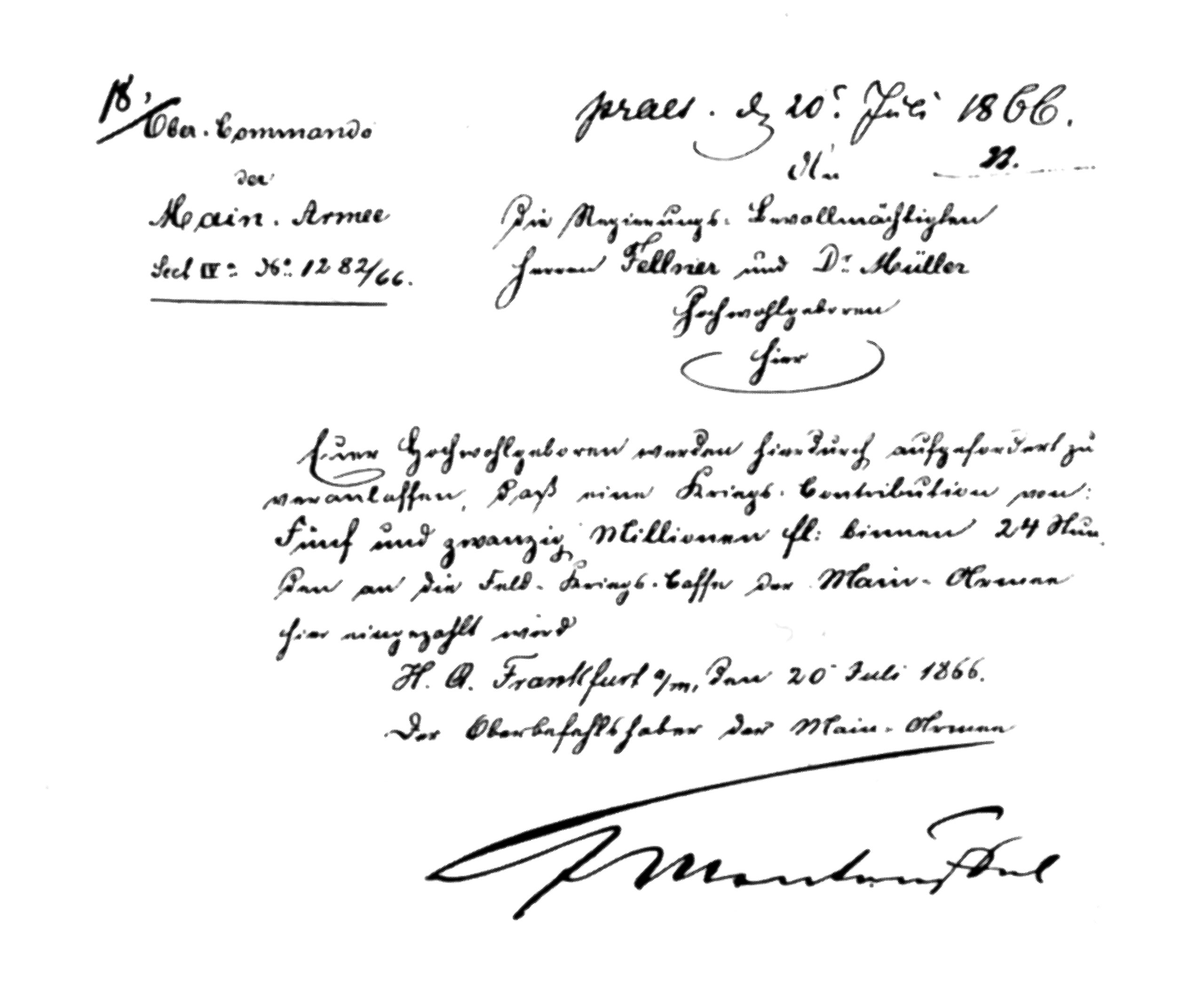
Firma de Manteuffel en un documento del 20 de junio de 1866: Frankfurt tiene que pagar 25 millones de florines como contribución de guerra dentro de 24 horas.

En 1868, no obstante, volvió al servicio activo. En la guerra franco-prusiana de 1870-71 comandó el I. Cuerpo bajo las órdenes de Steinmetz, distinguiéndose en la batalla de Borny-Colombey, y en la repulsa de Bazaine en Noisseville. Sucedió a Steinmetz en octubre en el comando del I. Ejército, ganó la batalla de Amiens contra el General Jean-Joseph Farre, y ocupó Rouen, aunque tuvo menos fortuna contra Faidherbe en Pont Noyelles y Bapaume.
En enero de 1871 comandó el recién formado Ejército del Sur, que él lideró, a pesar de las fuertes heladas, a través de Côte-d'Or y sobre la mesesta de Langres, cortando el paso al Ejército del Este (80.000 hombres) de Bourbaki y, después de la acción de Pontarlier, le obligó a cruzar la frontera suiza, donde fue desarmado. Su reconocimiento inmediato fue la Gran Cruz de la orden de la Cruz de Hierro, y al llegar la paz fue nombrado caballero de la Orden del Águila Negra. Cuando el Ejército del Sur fue desmantelado Manteuffel comandó primero el II. Ejército, y desde junio de 1871 hasta 1873, el ejército de ocupación estacionado en Francia, mostrando gran tacto en una posición difícil.
Al finalizar la ocupación, el emperador promovió a Manteuffel al rango de Mariscal de Campo y le recompensó con una gran suma financiera, y por el mismo tiempo Alejandro II de Rusia le nombró caballero de la Orden de San Andrés. Después de estos hechos estuvo al cargo de varias misiones diplomáticas, fue durante un tiempo Gobernador de Berlín, y en 1879 —quizás, como fue referido comúnmente, porque era considerado por Bismarck como un formidable rival— fue elegido Gobernador-General de Alsacia-Lorena. Es recordado en Alsacia-Lorena como muy humano, un hombre cultivado, y como conciliador cuya imparcialidad fue a menudo objeto de abuso por algunas figuras dominantes. En la sesión de apertura del Landesausschuss (el parlamento regional de Alsacia-Lorena), anunció su firme intención de ganar la plena autonomía para Alsacia-Lorena, para que pudiera convertirse en un Estado de pleno derecho dentro del Reich alemán. Murió en Carlsbad, Bohemia, en 1885, todavía en el puesto pero sin haber logrado conseguir su objetivo.

## Honores
Recibió las siguientes órdenes y condecoraciones:
- Prusia:
  - Caballero de Honor de la Orden de San Juan, 29 de noviembre de 1848[3]
  - Cruz de Caballero de la Real Orden de Hohenzollern, 1851; Cruz de Comandante con Estrella y Espadas, 1864; Cruz de Gran Comandante con Espadas en Anillo, 29 de junio de 1865[3]
  - Pour le Mérite (militar), 7 de agosto de 1866; con Hojas de Roble, 24 de diciembre de 1870[4]
  - Caballero de la Real Orden de la Corona, 1.ª Clase con Banda esmaltada de la Orden del Águila Roja con Hojas de Roble, 19 de enero de 1867[3]
  - Gran Cruz del Águila Roja, con Hojas de Roble, 18 de septiembre de 1869; con Espadas, 1871[3]
  - Medalla Conmemorativa de Guerra de 1870/71[5]
  - Gran Cruz de la Cruz de Hierro (1870), 22 de marzo de 1871[5]
  - Caballero del Águila Negra, 16 de junio de 1871; con Collar, 1872[3]
- Ducados ascanios: Gran Cruz de la Orden de Alberto el Oso, 25 de enero de 1854[6]
- Gran Ducado de Baden: Caballero de la Orden de Bertoldo I, 1877[7]
- Reino de Baviera:
  - Comandante de la Orden al Mérito de San Miguel, 1854[8]
  - Gran Cruz de la Orden Militar de Max Joseph, 11 de abril de 1877[9]
  - Gran Cruz de la Orden al Mérito Militar
- Ducado de Brunswick: Gran Cruz de la Orden de Enrique el León, con Espadas
- Ducados Ernestinos: Gran Cruz de la Orden de la Casa Ernestina de Sajonia, octubre de 1861[10]
- Gran Ducado de Hesse: Gran Cruz de la Orden de Felipe el Magnánimo, con Espadas, 5 de febrero de 1861[11]
- Reino de Hannover: Comandante de la Real Orden Güélfica, 1.ª Clase, 1858[12]
- Mecklemburgo:
  - Gran Cruz de la Corona Wéndica, con Corona Dorada
  - Cruz al Mérito Militar, 1.ª Clase (Schwerin)
- Ducado de Nassau: Gran Cruz de la Orden de Adolfo de Nassau, con Espadas, marzo de 1865[13]
- Gran Ducado de Oldemburgo: Gran Cruz de la Orden de Pedro Federico Luis, con Corona Dorada y Espadas, 29 de julio de 1866[14]
- Sajonia-Weimar-Eisenach: Gran Cruz del Halcón Blanco, 21 de mayo de 1853[15]
- Reino de Sajonia: Caballero de la Corona de Ruda, 1871[16]
- Schaumburg-Lippe: Medalla al Mérito Militar
- Reino de Wurtemberg: Gran Cruz de la Orden al Mérito Militar, 20 de noviembre de 1871[17]
- Imperio austríaco:[18]
  - Caballero de la Corona de Hierro, 1.ª Clase, 1861
  - Gran Cruz de la Orden imperial de Leopoldo, 1863
  - Gran Crua de la Orden de San Esteban de Hungría, 1872
- Francia: Gran Oficial de la Legión de Honor
- Reino de Italia: Caballero de la Anunciación, 20 de octubre de 1875[19]
- Imperio ruso:
  - Caballero de San Jorge, 3.ª Clase, 27 de diciembre de 1870
  - Caballero de San Alejandro Nevski, en Diamantes
  - Caballero de San Vladimir, 1.ª Clase
  - Caballero de San Andrés
- Suecia: Caballero de la Espada